# Zu Yi
Zu Yi (祖乙) de son nom personnel Zi Teng (子滕). Il est le douzième roi de la dynastie Shang.

## Règne
Il succède à son père He Dan Jia. Il est intronisé à Xiang (相), mais l'année suivante déplace sa capitale à Geng (耿), où il fait une cérémonie et écrit l'article Zuyi. L'année suivante, il change encore une fois la capitale de place, cette fois à Bi (庇). Six années plus tard, le palais est complété. Pendant son règne, les Shang deviennent plus forts que jamais et il fait quelques bonnes nominations à de très hautes fonctions : prenant Wu Xian (巫賢) en tant que premier ministre et Gao Wei (高圉) en tant que vassal. Il règne de 1525 av. J.-C. à 1506 av. J.-C.